# Colima
Pour les articles homonymes, voir Colima (homonymie).
Colima est la capitale de l'État du Mexique du même nom. Située à environ 50 km de la côte Pacifique du pays, la zone métropolitaine Colima-Villa de Álvarez comptait 266 860 habitants selon le recensement de 2010.      
Colima eut le 1er novembre 1979 la première femme gouverneure d'un État au Mexique : madame Griselda Alvarez.
Colima possède un aéroport national situé dans la ville de Cuauhtémoc à 22 kilomètres du centre de la capitale (Aeropuerto Nacional Licenciado Miguel de la Madrid) (code AITA : CLQ).
Le mardi 21 janvier 2002 à 20 h 6 min 31 s (2 h GMT) un tremblement de terre de 7,6 sur l'échelle de Richter a frappé l'État. Les secousses ont été ressenties à 400 kilomètres de l'épicentre, comme à Mexico.
La deuxième Conférence internationale Mémoire du monde de l'ONU s'est tenue du 27 au 29 septembre 2000 à Manzanillo.

## Évêché
- Diocèse de Colima
- Cathédrale de Colima